# 로자리오와 뱀파이어
《로자리오와 뱀파이어》(일본어: ロザリオとバンパイア)는 이케다 아키히사의 판타지 만화이다. 통칭 《로자뱀》 또는 《로자뱀파》. 제1부가 《월간 소년 점프》2004년 5월호 ~ 2007년 7월호에 전 38화가 연재되었다. 《월간 소년 점프》의 휴간에 따라 주간 소년 점프 2007년 43호부터 일시적인 연재 중단이 있었고, 점프 스퀘어 2007년 12월호부터 제2부 《로자리오와 뱀파이어 Season II》를 연재하기 시작했다. 2006년 5월, 2007년 12월에 각각 하나씩의 드라마CD가 발매되었고, 2008년 1월 3일부터 TV 애니메이션이 일본 독립 UHF 방송국에서 방송 개시되었다. 또 2008년 3월 20일에는 닌텐도 DS 게임이 발매. 참고로, 대한민국에선 대원씨아이를 통해 현재 단행본 10권까지 발행된 상태이다. 애니메이션으로는 2008년1월부터 3월까지 방영되었고, 이후 같은 해 10월에 《로자리오와 뱀파이어|로자리오와 뱀파이어 CAPU2》라는 이름으로 2기를 방영하였다.

## 등장인물
(※기재되어 있는 성우는 애니메이션・드라마CD・게임 공통이고, 북미판 성우는 애니메이션에만 해당된다. 각 인물들에 대한 소개는 인터넷에 나온 이야기와 애니와 만화에 나온 내용을 바탕을 두고 저술됨,)

### 요카이 고교

#### 학생
아오노 츠쿠네 (青野 月音)
성우 : 키시오 다이스케 / 토드 해버콘
본 작품의 남자주인공. 우연치 않게(아니면, 요카이고교 이사장의 계락인 듯), 요괴들만 다닌다는 '요카이 고교'에 입학을 하게 된 평범한 인간 소년. 운동 및 성적이 어중간하며 성격 역시 무난하기 그지 없다.
처음엔 요카이 고교에서 나가려고 했으나, '모카'랑 친해지고 나선 인간이라는 걸 숨긴 채, 계속 다니게 되고 이후 크루무, 유카리, 미조레의 사랑을 차지한다.
모카의 로자리오를 뗄 수 있는 유일한 사람이며, 이것 역시 아주 우연치 않는 계기로 발견한다. 그 후로 계속 중요한 상황에서 모카의 로자리오를 떼어 그녀를 각성시켜 준다.
처음엔 인간이었으나, 모카가 츠쿠네에게 자신의 피를 준 이후로 인간이지만, 강력한 힘을 갖게 된다.(애니에선, 각 시즌 마지막에서만 그 능력을 보여주지만, 원작에선, 모카가 몇 번 주입해 준 뱀파이어의 피로 인해, 뱀파이어와 버금가는 능력을 가진 반 요괴같이 된다. 그리고 한 번은 모카가 준 피의 부작용으로, 시귀(시체귀신)가 되지만 이사장이 준 봉인의 자물쇠 덕분에 더 이상 시귀가 되지 않게 된다. 이후 이사장과 모카의 특훈과 여러 사건을 겪어가면서, 그 자신이 요력을 제어할 수 있게 된다. 또한 모카가 페어리 테일에 납치를 당한 후엔 동방불패의 도움으로, 요술에 능한 체질로 바뀐다.
아카시야 모카 (赤夜 萌香)
성우 : 미즈키 나나 / 알렉시스 팁턴
본 작품의 첫 번째 주요 여주인공. 청순가련한 외모와 지성을 겸비한 뱀파이어 소녀. 입학 첫날 우연한 사건으로 츠쿠네와 만나게 되고, 그와 친구가 된다. 평상시엔 가슴에 있는 로자리오에 뱀파이어의 힘이 봉인되어 있지만, 로자리오를 떼어 봉인이 풀리면, 은발에 붉은 눈을 가진, 본래의 모습을 나오게 된다. 이렇게 본래의 모습을 가진 모카는 언행이 거칠어 지고 강력한 요기와 힘을 가지게 된다.(로자리오를 착용했을 때의 모습은 본래의 모습과 능력을 감추고, 평범하게 살아갈 수 있게 만든, 일종의 허상의 모습.)
원작에선, 그녀는 어머니인 '아카샤'의 진조의 피를 받은, 강력한 뱀파이어라는 걸로 나오고, 그녀 자신이 진조 알루카드를 깨울 수 있는 능력을 지녔다고 나온다.
'뱀파이어'라는 특성상, 물을 싫어한다. 츠쿠네의 피를 한 번 빤 이후, 츠쿠네의 피에 맛이 들려 가끔씩 츠쿠네의 피를 빤다.(*그런 이유로 애니에선, 한 회의 끝부분에서 보통 모카가 츠쿠네의 피를 빠는 걸로 끝나게 처리되었다.)
쿠로노 쿠루무 (黒乃 胡夢)
성우 : 후쿠엔 미사토 / 브리나 펄렌시아
본 작품의 두 번째 주요 여주인공. 츠쿠네와 같은 반인, 글래머스한 몸매를 가진 서큐버스 소녀로, 모카 때문에 요카이 고교의 남학생들을 자신의 포로로 만들려는 계획이 엉망이 되었다고 생각해 츠쿠네를 빼앗아 모카를 이겨보려고 했다. 하지만 본래의 모습을 한 모카에게 호되게 당하고 더 호되게 당하려고 할 때, 츠쿠네가 못된 짓을 한 자신을 오히려 감싸주는 모습에 반해, 그를 '자신의 운명의 상대(크루무가 말하길, 서큐버스는 수많은 남자들 유혹하는 이유가 그들 중에 자신의 운명의 상대를 골라서 대를 보존하기 위한 거라 함.)'라 여기고, 그를 좋아하게 되고 그를 자신의 몸매를 이용해 유혹하려고 한다.
'서큐버스'라는 특성상 등에 달린 날개(물론, 평상시엔 숨기고 다님.)를 이용해 하늘을 자유롭게 날 수 있고, 환술을 사용해 상대방을 현혹시킬 수도 환상을 보여줄 수 있다고 한다. 그리고 자신의 손톱을 길게 만들어 물건 등을 자를 수도 있다.
센도 유카리 (仙童 紫)
성우 : 코야마 키미코 / 모니카 리얼
본 작품의 세 번째 주요 여주인공. 어린 나이에 머리가 똑똑해 요카이 학원에 입학한 천재 마녀. '마녀'라는 특성 때문에 인간과 요괴 어디에도 어울리지 못 하고 늘상 외톨이로 지내왔다고 한다. 모카를 좋아하다가, 나중엔 츠쿠네가 자신을 위험에서 구해준 이후로 츠쿠네 역시 좋아하게 된다. 그리고 츠쿠네를 두고 항상 크루무랑 티격티격된다.
'마녀'라는 특성상 마법봉을 이용해, 마법을 쓰며 주로 금색 대야를 떨어뜨리거나 카드를 이용해 공격마법을 쓰곤 한다.
시라유키 미조레 (白雪 みぞれ)
성우 : 쿠기미야 리에 / 티아 밸러드
본 작품의 네 번째 주요 여주인공. 츠쿠네가 쓴 기사를 읽고 그에게서 자신과 고독한 면이 있다고 그에게 관심이 보이는 설녀 소녀. 츠쿠네를 향한 마음을 주체하지 못 해 그를 따라다니고 항상 인기척없이 그를 지켜보는 등 스토커 기질을 보이나 천성적으론 나쁜 소녀는 아니다.
'설녀'라는 특성상, 얼음과 냉기를 다루는 능력을 가지고 있으며, 거기에 약간의 인술 비스무리한 능력도 가진 듯 하다. 또한 설녀라서 더위와 불 등 뜨거운 것에 매우 약하다. 입에는 항상 사탕을 물고 있는데, 그 사탕엔 냉기가 담겨져 있다고 한다.
모리오카 긴에이 (森丘 銀影)
성우 : 세키 토모카즈 / 이언 싱클레어
츠쿠네 일행의 1년 선배로, 신문부의 부장을 맡고 있는 학생. 미남이지만 속마음이 드러나 보이는 것이 문제인 늑대인간이다. 그렇지만 성격은 그다지 나쁘지 않다. 여학생들에게 추근대고, 여자탈의실을 훔쳐 보거나 몰래 여학생 사진을 찍는 등 변태적인 면을 가지고 있다.
처음엔 모카를 자신의 여자로 만들려고 츠쿠네에게 누명을 씌우는 등 못된 짓을 벌였으나, 본래의 모습을 한 모카에게 호되게 당한 후 그런 마음을 조금 접은 듯 하다. 이후 츠쿠네 일행이 위험에 닥치곤 할 때, 간간히 선배로서 모습을 보여주곤 한다. 또한 쿠루무와 미조레가 본래의 모습의 모카와 싸워 이길 수 있다고 요청해서, 그녀들에게 특훈(?)을 시켜 주기도 한다.
'늑대인간'이라는 특성상 보름달이 뜨면 힘이 강해지고, 빠른 이동속도를 갖고 있다.
슈젠 코코아(朱染 心愛)
성우 : 사이토 치와 / 키라 빈센트데이비스
모카의 이복여동생으로, 애니 및 원작 2기에서 등장한다. 성격은 매우 건방지고 거친 언행을 보인다. 그녀 역시 '뱀파이어'이기 때문에 강력한 요기과 힘을 가지고 있다.
어렸을 때 모카에게 여러 번 덤볐으나 번번히 패했다고 한다.(이 때, 모카는 아직 로자리오로 그 힘을 봉인하기 전인, 본래의 모카 상태.) 이후 자신의 힘을 봉인하고 인간계로 간 모카를 쫓아와 계속 싸움을 걸어 와다고 한다. 이후, 모카를 찾아 요카이 고교에 입학한다.
허상의 모습을 한 모카를 굉장히 싫어하지만, 본래의 모습을 한 모카를 무척 따르고 사랑하는 시스콤 기질을 지녔다. 자신의 부하박쥐를 무기로 변형시켜 공격하곤 한다.(애니에서 해설자로 나오는 박쥐가 그 박쥐.)
원작에선, 모카에게 한 번 패한 후, 신문부로 들어오게 되고 이후 츠쿠네 일행과 함께 여러 사건들을 헤쳐나간다. 하지만 애니에선, 그런 거 대신 모카를 어떻게 하든 원래의 모카로 만들려고 노력하면서 모카 주위를 몰래 지켜본다. 그리고 그러면서 뱀파이어로서의 강인한 모습 대신 개그 캐릭로 전락하고 만다.
코미야 사이조(小宮 砕歲)
성우 : 히야마 노부유키 / 로버트 매콜럼
요카이 고교에 재학 중인 학생으로, 모카와 츠쿠네 앞에 처음으로 나타나 위협한다. 애니에선, 1기 처음에서 모카를 얻으려고 츠쿠네를 공격하나, 본래의 모습의 모카에게 패한다. 그러다 간간히 조연으로서 다시 등장한다. 그러나 원작에선, 처음에 본래의 모습을 한 모카에게 패하고, 1학년 2학기 때 떠돌이 요괴들로 이루어진 '팀'들 중 일부랑 같이 츠쿠네에게 복수하려고 등장한다. 그러나 츠쿠네에게 다시 지고 나서 쿠사비의 손에 죽는다.
카네시로 호쿠토
원작 1기에서만 등장하는 인물로, 학원제 실행위원회의 회장으로 등장한다. 극 중 처음엔 반학파에 맞서 요카이 고교를 지키고 학원제를 성공적으로 이끌기 위한 모습을 보인다. 하지만 실은 그가 반학파의 우두머리로 요시이 키리아와 손을 잡고 요카이 고교를 무너뜨리려고 한다.
사실 그 역시 츠쿠네와 같은 인간이었고, 요카이 고교에 온 그는 살아남기 위해 힘든 나날을 보냈다고 한다. 그러다 이런 힘든 삶 속에서 그는 새로운 세상을 꿈꾸게 되고 그것이 대결계를 해제하고 인간과 요괴의
서로 죽이는 그런 세상을 원했다고 한다. 그러나 츠쿠네와 모카에게 패한 후, 츠쿠네 일행이 반쯤 풀린 결계를 자신들의 요력으로 봉하려고 하는 모습에 감동을 먹었는지 대결계를 봉인을 돕고 요카이 학원을 떠난다. 그러나 이후 페어리 테일 제1지부 참모로 다시 등장한다.
미야모토 하이지
원작 2기에서부터 등장하는 인물로, 가라데부의 부장으로 등장함. 그의 가라데 실력은 정권을 질러 생기는 파동만으로도 적을 공격할 수 있다고 한다.
그러나 강한 이미지랑 달리, 로리콤 기질을 갖고 있어 어린 소녀들에겐 상냥하게 대하고, 무력을 가하지 않는다.
웡팡팡
원작 2기에서부터 등장하는 인물로, 중국 마피아 조직 '웡 패밀리'의 외동아들이자, 차기 보스. 츠쿠네가 강하다는 소문을 듣고 츠쿠네 일행을 자신의 조직에 들이려고 츠쿠네 앞에 나타난다.
그의 정체는 '야차'이며, 요괴들을 부리는 주술을 사용한다. 그리고 기계 장치를 매우 좋아한다고 함.

#### 교사
네코노메 시즈카(猫目 静)
성우 : 이노우에 키쿠코 / 제이미 마키
츠쿠네의 반 담임 겸 국어선생님 겸 신문부 고문 선생님으로, 정체는 고양이 요괴.항상 학생들에게는 자신의 정체를 드러내지 말라고 하지만, 정작 본인은 아는지 모르는지 자주 고양이 꼬리를 드러내며 다녀서 되려 학생들의 지적을 받는다. 게다가 곤란한 상황에 빠지면, 은근슬쩍 얼버부리고 하는 모습을 보이곤 한다. 생선을 가장 좋아한다.
이시가미 히토미 (石神 瞳)
원작 1기에서만 등장하는 인물로, 요카이고교에서 미술교사로 부임하고 있었다. 그러나 그녀의 정체는 '메두사'로, 대상을 돌로 만드는, 자신의 능력으로 요카이 고교 내의 여학생을 '예술'이라는 이름으로석상으로 만들어 버렸고 모카 역시 석상으로 만들려고 했으나, 본래의 인격의 모카에게 패하고 만다. 이후 츠쿠네 일행을 해치려는 무리 뒤에서 그들에게 정보를 제공해주며 그들에게 복수를 가한다. 그러나 결국 츠쿠네 일행에게 다시 한 번 패하고 만다.
카고메 리리코 (籠目 李々子)
성우 : 히사카와 아야 / 셸리 컬린블랙
요카이 학원에서 수학교사로 부임중인 여선생,. 글러머스한 몸매와 옷차림 때문에 항상 남학생들의 시선을 많이 받고 있다고 한다. 그러나 그녀의 정체는 '라미아'로, 자신의 능력을 사용해 사람들의 정신을 지배할 수 있다고 한다. 게다가 그녀는 매우 비뚤어진 교육관을 지녔고, 극 중에서 츠쿠네에게 보충수업을 핑계로 그를 자신의 포로로 만들려고 했다. 허나 본래의 모습의 모카에게 패하고 만다. 이후 간간히 등장함.
코츠보 오쿠토 (小壷 奥人)
성우 : 카세 야스유키 / 크리스토퍼 새벗
요카이 학원에서 체육교사로 부임중. 여자를 밝히며 한번 눈에 벗어난 학생은 절대로 용서하지 않는다. 정체는 '크라켄', 미조레를 탐하다가 오히려 미조레에게 되려 당하고 미조레를 퇴학시켜 함. 원작에선 미조레를 함정에 빠트리려고 하다가 모카의 피를 주입받은 츠쿠네에게 당함.
애니에선 미조레에게 당한 것만 나오고 간간히 지나가는 역할로만 나옴.
미코가미 텐메이 (御子神 典明)
성우 : 사토 마사하루 / 폴 슬레이븐스
요카이 고교의 이사장으로써 요괴들이 인간계에 안 알려지도록 대결계를 쳐놓은 3대 명왕 중 한 명이자, 츠쿠네를 요카이 학원에 입학하게 만든 장본인.
그리고 원작에선, 츠쿠네가 시귀가 되어 발광을 하자 그의 광기를 봉인해주기도 한다. 그리고 츠쿠네를 더욱 강하게 만들려고 여러 시련을 주기도 한다. 그러다 호쿠토의 계략에 의해, 큰 부상을 입게 된다. 이후 회복을 한 뒤, 역시 츠쿠네에게 여러 시련 및 임무를 주곤 한다.

#### 공안위원회
쿠요우(九曜)
성우 : 이케다 슈이치 / 제이슨 더글러스
공안위원회의 우두머리로, 정체는 '요우코' 자신만의 '정의'를 기준으로 학교 내의 학생들을 괴롭힌다. 그는 신문부를 눈엣가시처럼 여기고 있었기에 신문부를 무너뜨리려고 하였고, 또한 츠쿠네가 '인간'이라는 첩보를 듣고 나서, 츠쿠네 일행을 심문하고 츠쿠네 일행을 없애려고 한다.
'요괴여우'라는 특성상, 불을 자유자재로 다루며, 뱀파이어와 버금갈 만한 강한 요력을 지니고 있다고 한다.
쿠요우의 측근(안경의 남자)
성우 : 토비타 노부오
공안위원회 소속의 남학생. 정체는 '켈베로스'
데시 데시코(でしでし子)
성우 : 고토 사오리
공안위원회 소속의 여학생. 정체는 '강시'. 이후 2기에서 잠깐 까메오로 재등장함.
헤이(平)
성우 : 오노즈카 타카시
공안위원회 소속의 거구의 남학생. 정체는 '골렘'
케이토 (蛍糸)
성우 : 유카나
공안위원회의 일원으로, 정체는 '무당거미'. 원작과 애니에선, 공안위원회의 명령으로 신문부를 폐부시킬려고 한다. 그러나 본래의 모습을 한 모카에게 호되게 패한다.
그녀는 거미 요괴답게 거미줄을 자유자재로 사용하고, 자신의 독액으로 대상을 자신의 수족으로 만들 수 있다고 한다.

#### 페어리 테일
슈젠 칼루아
원작 2기에서부터 등장하는 캐릭터로, 모카의 이복 언니.(※모카는 네 자매중 셋째, 코코아는 막내. 칼루아는 둘째.) 순진무구한 성격에 네 자매 중 제일 의젓하다고 함. 사실 그녀는 이미지랑 놀라운 살상 능력과 전투시 고통을 느끼지 못 하는, 특수한 체질을 지니고 있다. 페어리 테일에 소속되어 있으며, 눈의 마을과 동맹을 성사시키고자 처음으로 등장한다.
후지사키 미야비
원작 2기에서부터 등장하는 캐릭터로, 페어리 테일에 소속된 남자.
슈젠 아쿠아
원작2기에서부터 등장하는 인물로, 모카 자매의 장녀. 어렸을 때 어머니를 여의고 중국의 친척집에서 자라다 아카샤네로 오게 된다. 그러나 그녀는 진조의 힘을 얻고 싶어서 아카샤를 쓰러뜨리려고 그녀를 공격한다. 그러나 그녀가 죽자, 수 년 후 모카를 데리러 그녀 앞에 나타난다.
중국의 권법에 능통하며, 특히 동방불패가 고안한 기술인 '붕월차원도'를 익혔다고 한다.
슈젠 교쿠로
원작2기에서부터 등장하는 인물로, 코코아와 아쿠아의 모친이자 페어리 테일의 수장. 알루카드를 부활시키려고 한다.

#### 그 외
토죠 루비 (橙条 瑠妃)
성우 : 치바 사에코 / 리아 클라크
츠쿠네 일행이 인간계로 합숙을 갔을 때 해바라기 언덕에서 만난 젋은 마녀. 자신과 자신의 주인님의 소중한 해바라기 언덕을 인간이 '개발'이라는 이유로 철처하게 망가뜨리는 것에 분노해 인간을 말살하려고 한다. 그러나 츠쿠네 일행에 의해, 인간에 대한 적개심을 줄어들게 된다. 그러나 주인님의 계획이라고 다시 츠쿠네 일행 및 인간을 멸하려고 하나, 츠쿠네 일행의 노력에 의해, 쓰러지고 만다.(원작에선, 루비는 츠쿠네 일행과의 만남을 통해, 인간을 말살할 마음을 접으나, 주인님이 그런 루비를 벌하고 자신의 마력을 총동원해 인간을 말살하려고 한다. 즉, 원작에선 츠쿠네 일행이 싸우는 상대는 주인님. 애니에선, 루비.)
이후 이사장의 배려로, 요카이 고교에서 여러 일(이사장 비서, 학생 선도, 안내, 매점 알바 등등)를 하며 이사장을 돕게 된다.(그때부터 그녀에게 무슨 일이 있었냐고 물으면, 그녀는 '여러 가지 일들이 있었다'고 얘기하곤 함.)
그리고 그녀 역시 해바라기 언덕 사건 이후로 츠쿠네에게 호감을 갖게 있다.
수수께끼 박쥐(謎こうもり)
성우 : 코야스 타케히토 / 제리 주얼
애니에서만 등장하는 캐릭터로, 어딘가 귀엽고 사랑스러운 박쥐. 1기에선 상황이나 용어 등의 해설・설명에 등장한다. 이후 2기에서 코코아의 억지 부하가 되버리고, 2기 제10화에서 '이주인 코타로'라는 이름으로 잠깐 사람의 모습으로 변하여, 자신의 목소리와 눈빛으로 여자들을 홀리다가, 모카와 코코아에게 된통 혼난다.
버스기사
성우 : 이노우에 노리히코 / 척 휴버
요카이고쿄와 외부(인간계)를 연결하는 버스의 기사님. 정체는 알려지진 않았으며, 요카이 고교의 이사장과 아는 사이인 듯.. 가끔 이곳저곳에서 등장하여 의미심장한 대사나 웃음을 남기곤 한다.
아오노 카스미(靑野 かすみ)
성우 : 테라다 하루히 / 메이건 올백
츠쿠네의 엄마. 항상 아들 츠쿠네를 아끼고 걱정해주는, 평범한 엄마.
아오노 쿄쿄(靑野 響子)
성우 : 코지마 사치코 / 셰러미 리
츠쿠네의 사촌. 집이 근처라서 가끔 츠쿠네의 집에 놀러오곤 한다. 츠쿠네 일행이 예삿 인물이 아님을 제일 먼저 눈치를 깜. 나중에 요카이 고교 학원제 때 요카이 고교에 왔다가 불미스러운 사건에 휘말리게 된다.
시라유키 츠라라(白雪 つらら)
성우 : 미나구치 유코 / 신시아 크랜즈
미조레의 엄마로, 그녀 역시 '설녀'. 쿠루무의 엄마인 '아게하'하곤 고교 동창생이자 앙숙. 애니에선, 학부모 참관일 때랑, 츠쿠네 일행이 스키여행차 눈의 마을에 갔을 때, 그리고 츠쿠네가 모카의 로자리오를 다시 얻으러 갈 때 등장한다. 원작에선, 학부모 참관일과 운동회, 눈의 마을이 위기에 처할 때 등등에 등장한다.
쿠로노 아게하(黑野 アゲハ)
성우 : 혼다 치에코 / 켈리 맥헤일런
미조레의 엄마로, 그녀 역시 '서큐버스'. 미조레의 엄마인 '츠라라'랑 고교 동창생이자 앙숙. 애니에선, 학부모 참관일 때랑, 츠쿠네가 모카의 로자리오를 다시 얻으러 갈 때 등장한다. 원작에선, 학부모 참관일 이후론 등장한다.
모카의 아버지
성우 : 모리 카츠지
애니 2기에서만 등장하는 인물로, 모카의 애니 속 아버지이자, 세계 3대 명왕 중 하나.(원작에선. 3대 명왕은 모카의 친모인'아카샤 블러드리버', 요카이 고교의 이사장인 '미코가미 텐메이', 웡 패밀리의 창시자인'동방불패'이다.)애니에선, 모카에게 봉인의 로자리오를 만든 장본인이자, 모카에게 로자리오를 걸어 준 인물로 나온다.
센도 후지코
원작1기에서부터 등장하는 인물로, 유카리의 엄마. 하지만 츠라라나 아게하에 비해, 등장 비중이 매우 적음.
미도 쿠사비
원작1기에서만 등장하는 떠돌이 요괴로, 순종 요괴에 대한 적개심을 품고 있다고 한다. 사이조가 츠쿠네에게 당했다는 것에 흥미를 품고 츠쿠네와 결투를 벌인다. 그러나 완전히 시귀가 된 츠쿠네에게 패하고 만다.
요시이 키리아
원작에서만 등장하는 인물로, 그 역시 떠돌이 요괴라고 나오나, 수수께끼에 싸인 인물이다. 처음엔 떠돌이 요괴로 이루어진 팀의 일원으로 등장했다가, 호쿠토와 손을 잡고 요카이 고교 붕괴를 도모한다. 그러나 요카이 고교 붕괴하려는 계획이 실패하고 호쿠토의 변심으로 요카이 고교에서 자취를 감춘다. 그러다 페어리 테일 제1부장으로 다시 등장한다.
사용하는 무기는 커다란 낫.
오토나시 산
원작2기에서 등장하는 인물로, 츠쿠네 일행이 츠쿠네의 수련에 대한 휴식 차원으로 인간계에 방문했을 때 만난 여성(요괴). 요카이 고교 졸업생이라 하며, 신문부의 전 부장이라고 한다. 인간계에서 작은 여관의 종업원으로 일하고 있었다.
그녀의 정체는 '세이렌'으로, 그녀의 노래와 목소리가 가지는 능력은 무시무시하다.(긴에이 曰, 산은 요카이 고교 역대 최강 중 하나였다고 함.)하지만 내성적이고 부끄러움을 잘 타는 성격과 자신의 능력을발휘하지 않을 땐, 말을 거의 안 하고 스케치북에 글을 써서 의사를 표한다.
웡링링
원작2기에서부터 등장하는 인물로, 웡팡팡의 누나. 정체는 '강시'. 그녀 역시 츠쿠네를 자신의 조직에 들어오려고 하려고 나타남. 그러다 아쿠아가 모카를 데리러 웡 패밀리의 본거지를 습격해오자, 아쿠아와 싸우다 죽음을 맞을뻔 했지만, 동방불패가 구해냄.
동방불패
원작2기에서부터 등장하는 인물로, 웡 패밀리의 창시자이자 세계3대 명왕 중 1명. 그리고 세계 최강의 요술사. 평소엔 키가 작고 늙은 모습을 하고 있었으나, 실제 모습은 키도 크고 젋고 잘 생긴 미남형이다.
하지만 2차원 소녀를 좋아하는 등 의외의 모습을 보이곤 한다.
아카샤 블러드리버
원작2기에서부터 등장하는 인물로, 세계3대 명왕 중 1명이자 모카의 모친, 그리고 순수한 혈통의 뱀파이어. 봉인의 로자리오에 봉인된, 모카의 과거 기억에서 등장함. 허상의 모습을 한 모카와 상당히 닮아 있으며 매우 상냥한 성격의 소유자. 하지만 그녀는 텐카미, 동방불패와 같이 진조(순수 뱀파이어) 알루카드를 봉인하였다고 한다. 이후 알루카드의 봉인을 막기 위해 자신의 힘을 억누른 채 살아간다. 그러나 자신의 피를 얻기 위해 찾아온, 아쿠아의 공격에 당한 걸 본 모카의 각성으로 인해, 알루카드가 깨어났고 아카샤는 알루카드에게 잡힌 딸을 구하고 알루카드와 같이 깊은 잠에 빠진다.
슈젠 잇사
원작2기에서부터 등장하는 인물로, 모카 자매의 부친.

## 용어
- 요카이 고교(원래명:陽海學院) : 극 중 동서의 모든 요괴들이 다니는 사립고등학교. 요카이 고교는 대결계에 의해, 인간계에 노출되어 있지 않고 인간 역시 그곳을 당도할 수 없다. 이곳에선 인간과의 공존을 목표로 삼고 요괴들을 가르치고 있다고 한다.
- 공안위원회 : 요카이 고교 내에서 치안 및 선도를 담당하는 조직. 하지만 현재는 자신들의 능력과 자신들만의 '정의'를 가지고 교내에서 폭행과 탑압, 금품 갈취 등등을 벌이며 폭력 집단으로 변질되었다.
- 반학파: 별칭 “반학원조직”으로 요카이학원의 붕괴를 계획하는 조직.
- 봉인의 로자리오: 뱀파이어의 힘을 봉인하는 로자리오. 츠쿠네는 모카의 로자리오를 해제할 수 있다. 로자리오를 차고 있을 때와 차지 않았을 때의 모카는 완전히 별개의 인물.
- 페어리 테일 : 인간계에 원한을 품고 있고, 인간과 요괴와의 공존을 반대하는 세력. 그들은 진조 알루카드를 부활시켜 세상을 어지럽게 하고자 한다.
- 웡 패밀리 : 중국의 모든 요괴를 관장하는 중국계 마피아 조직. 그의 조직은 굉장한 요술 실력을 가진 가문이라 하며, 특히 결계술과 봉인술이 전문이라 함. 극 중 마오 패밀리하곤 라이벌 구도.

## 단행본
한글 제목은 한국어판 코믹스 기준.
1. 학원 뱀파이어(学園のバンパイア) 원판:ISBN 4-08-873665-6, 한국어판:ISBN 89-5963-204-X
원판:2004년 10월 4일 발행, 한국어판: 2005년 12월 15일 발행
2. 달에게 소원을(月に願いお) 원판:ISBN 4-08-873776-8, 한국어판:ISBN 89-5963-331-3
원판:2005년 2월 4일 발행, 한국어판: 2006년 1월 15일 발행
3. 블러드(ブラッド) 원판:ISBN 4-08-873823-3, 한국어판:ISBN 89-5963-490-5
원판:2005년 6월 3일 발행, 한국어판: 2006년 2월 15일 발행
4. 마녀의 언덕(魔女の丘) 원판:ISBN 4-08-873869-1, 한국어판:ISBN 89-5963-590-1
원판:2005년 10월 4일 발행, 한국어판: 2006년 3월 15일 발행
5. 침식(侵食) 원판:ISBN 4-08-874024-6, 한국어판:ISBN 89-5963-902-8
원판:2006년 2월 3일 발행, 한국어판: 2006년 6월 15일 발행
6. 나이트메어(ナイトメア) 원판:ISBN 4-08-874116-1, 한국어판:ISBN 89-252-0402-9
원판:2006년 6월 2일 발행, 한국어판: 2006년 10월 15일 발행
7. 우리들의 선택(ぼくたちの選択) 원판:ISBN 4-08-874270-2, 한국어판:ISBN 89-252-0867-9
원판:2006년 10월 4일 발행, 한국어판: 2007년 2월 15일 발행
8. 학교의 어둠(学園の闇) 원판:ISBN 978-4-08-874324-0, 한국어판:ISBN 978-89-252-1329-3
원판:2007년 2월 2일 발행, 한국어판: 2007년 7월 15일 발행
9. 내방객(来訪者) 원판:ISBN 978-4-08-874372-1, 한국어판:ISBN 978-89-252-1737-6
원판:2007년 6월 4일 발행, 한국어판: 2007년 10월 15일 발행
10. 미래의 모습(未来のカタチ) 원판:ISBN 978-4-08-874449-0, 한국어판:ISBN 978-89-252-2220-2
원판:2007년 10월 4일 발행, 한국어판: 2008년 2월 15일 발행

## TV 애니메이션
2008년 1월부터 독립UHF국 등에서 방송중. 전 13화. 이후 같은 해 10월에 2기 전 13화가 방영됨.

### 주제곡
1기 오프닝 테마 〈COSMIC LOVE〉 (제2화 - 제12화)(제1,13화는 엔딩 테마)
노래 : 미즈키 나나
1기 엔딩 테마 〈Dancing in the velvet moon〉 (제2화 - 제12화 )
노래 : 미즈키 나나
2기 오프닝 테마 <Discotheque> (제2화 - 제12화)(제1,13화는 엔딩 테마)
노래 : 미즈키 나나
2기 엔딩 테마<Trinity Cross> (제2화 - 제12화)
노래 : 미즈키 나나

### 삽입곡
〈붉은 정열〉 (1기 제5화)
노래 : 아카시야 모카 (미즈키 나나)
〈물가의 Decameron〉 (제5화）
노래 : 쿠로노 쿠루무 (후쿠엔 미사토)
〈매지컬 로망스〉 (1기 제5화)
노래 : 센도우 유카리 (코야마 키미코)
〈눈 녹이는 연심〉 (1기 제7화)
노래 : 시라유키 미조레 (쿠기미야 리에)
〈붉은 스위트 피〉 (1기 제8화)
노래 : 아카시야 모카 (미즈키 나나)
〈친구인걸…〉 (1기 제10화)
토죠 루비 (치바 사에코)
〈차가운 로자리오〉 (1기 제13화)
노래 : 아카시야 모카 (미즈키 나나)・쿠로노 쿠루무 (후쿠엔 미사토)・센도우 유카리 (코야마 키미코)・시라유키 미조레 (쿠기미야 리에)・토죠 루비 (치바 사에코)
<시간의 강을 건너서> (2기 제1화)
노래 : 노래 : 아카시야 모카 (미즈키 나나)・쿠로노 쿠루무 (후쿠엔 미사토)・센도우 유카리 (코야마 키미코)・시라유키 미조레 (쿠기미야 리에)・토죠 루비 (치바 사에코)
<Snow storm> (2기 제3화)
노래 : 시라유키 미조레(쿠기미야 리에)
<사랑하는데...> (2기 제3화)
노래 : 쿠로노 쿠루무 (후쿠엔 미사토)
<소녀 마녀♥여자아이> (2기 제4화)
노래 : 코미야 키미코(센도 유카리)
<Say Yes!> (2기 제5화)
노래 : 시라유키 미조레(쿠기미야 리에)
<하얀 불꽃> (2기 제6화)
노래 : 사이토 치와 (슈젠 코코아)
<네게 Capu Chu> (2기 제6화)
노래 : 아카시야 모카 (미즈키 나나)
<오렌지빛 귀가길> (2기 제8화)
노래 : 치바 사에코 (토죠 루비)
<Positive Rock'n'roll> (2기 제9화)
노래 : 사이토 치와 (슈젠 코코아)
<100만 번의 쥬템므> (2기 제10화)
노래 : 박쥐 (코야스 타케히토)
<Desire -정열-> (2기 제12화)
노래 : 아카시야 모카 (미즈키 나나)
<Slow motion> (2기 제13화)
노래 : 시라유키 미조레(쿠기미야 리에)
<때때로 사랑은> (2기 제13화)
노래 : 쿠로노 쿠루무 (후쿠엔 미사토)

### 부제
| 화수 | 부제                   | 방송일          | 각본            | 그림콘티          | 연출              | 작화감독                                                                | DVD   |
| ---- | ---------------------- | --------------- | --------------- | ----------------- | ----------------- | ----------------------------------------------------------------------- | ----- |
| 1    | 신생활과 뱀파이어      | 2008년 1월 3일  | 야마구치 히로시 | 이나가키 타카유키 | 이나가키 타카유키 | Shuzilow.HA 사이토 마사카즈                                             | 제1권 |
| 2    | 몽마와 뱀파이어        | 2008년 1월 10일 | 야마구치 히로시 | 후쿠다 미치오     | 이치무라 테츠오   | 나카무라 미유키                                                         | 제1권 |
| 3    | 마녀와 뱀파이어        | 2008년 1월 17일 | 야마구치 히로시 | 이케하타 히로후미 | 이케하타 히로후미 | 서경록                                                                  | 제1권 |
| 4    | 안녕과 뱀파이어        | 2008년 1월 24일 | 야마구치 히로시 | 이와이 코우지     | 이와이 코우지     | 야마카와 히로하루                                                       | 제2권 |
| 5    | 학교 수영복과 뱀파이어 | 2008년 1월 31일 | 하야사카 리츠코 | 이나가키 타카유키 | 이나가키 타카유키 | 코바야시 료우                                                           | 제2권 |
| 6    | 신문부와 뱀파이어      | 2008년 2월 7일  | 하야사카 리츠코 | 후쿠다 미치오     | 오오야 미츠코     | 스가이 쇼우 사이토 마사카즈 코우베 히로유키(작화보좌)                   | 제3권 |
| 7    | 설녀와 뱀파이어        | 2008년 2월 14일 | 야마구치 히로시 | 토우카이린 신이치 | 시라이시 미치타   | Shuzilow.HA 에비바라 마사오 카타오카 히데유키 소타케 야스코 아베 타츠야 | 제3권 |
| 8    | 수학과 뱀파이어        | 2008년 2월 21일 | 야마구치 히로시 | 츠쿠이 마치오     | 코우베 히로유키   | 서경록                                                                  | 제4권 |
| 9    | 여름방학과 뱀파이어    | 2008년 2월 28일 | 하야사카 리츠코 | 모리 타케시       | 이와이 코우지     | 오타니 안즈 카타오카 히데유키                                           | 제4권 |
| 10   | 해바라기와 뱀파이어    | 2008년 3월 6일  | 하야사카 리츠코 | 이타가키 신       | 이타가키 신       | 히라타 카츠조우                                                         | 제5권 |
| 11   | 신학기와 뱀파이어      | 2008년 3월 13일 | 야마구치 히로시 | 후쿠다 미치오     | 카라토 미츠히로   | 코시이시 아키라                                                         | 제5권 |
| 12   | 공안위원회와 뱀파이어  | 2008년 3월 20일 | 야마구치 히로시 | 카네자키 타카오미 | 시라이시 미치타   | 소타케 유우코                                                           | 제6권 |
| 13   | 츠쿠네와 뱀파이어      | 2008년 3월 27일 | 야마구치 히로시 | 후쿠다 미치오     | 미야케 유이치로   | 코우베 히로유키 요시다 타카히코 사사키 토시코 후지타 마리코             | 제6권 |

### 인터넷 라디오
라디오! 로자리오와 뱀파이어
2007년 12월 27일부터 2008년 3월 27일까지 온센에서 배신되고 있던 넷 라디오. 퍼소널리티는 후쿠엔 비사토(크로노 크루무 역), 코야마 키미코(센도우 유카리 역).

## 게임
《로자리오와 뱀파이어 칠석의 미스 요카이학원》- 닌텐도DS용, 제조사 캡콤, 2008년 3월 20일 발매. 장르는 어드벤처. 4,800엔 (세금 포함 5,040엔)
애니메이션을 기반으로 오리지널 캐릭터가 등장한다.
ps2 게임로도 정식 발매가 되었다.